# Вивірка кавказька
Ви́вірка кавка́зька, або пе́рська (Sciurus anomalus) — вид ссавців, гризунів родини вивіркових.

## Поширення
Країни поширення: Вірменія, Азербайджан, Грузія, Греція, Іран, Ірак, Ізраїль, Йорданія, Ліван, Сирійська Арабська Республіка, Туреччина. Висота проживання: від рівня моря до 2000 м. Цей вид живе переважно в змішаних і листяних лісах, хоча також зустрічається в хвойних лісах (наприклад, на південному узбережжі Туреччини), а також на скельних виходах.

## Морфологія
На відміну від ще одного мешканця Палеарктики, вивірки звичайної вивірка кавказька має 4, а не 6 подушечок на задніх ступнях і хутро на нижніх частинах тіла варіює від насиченого іржавого до бурувато-жовтого кольору.
Самиці мають середню довжину тіла 228 мм, довжину хвоста 149 мм, масу тіла 310 грам; самці мають середню довжину тіла 215 мм, довжину хвоста 153 мм, масу тіла 345 грам.

## Загрози та охорона
У деяких частинах ареалу, вирубка лісу і полювання / браконьєрство є загрозами. Зустрічається в охоронних районах.